# Володимеров, Святослав Александрович
Святосла́в Алекса́ндрович Володи́меров (1868 — 13 марта 1917) — русский политический и государственный деятель, участник правомонархического движения, член Государственной думы от Орловской губернии.

## Биография
Из потомственных дворян Орловской губернии. Землевладелец Орловского и Малоархангельского уездов (1076 десятин).
Окончил лицей в память цесаревича Николая (1888), слушал лекции на юридическом факультете Московского университета в качестве лицейского студента.
В 1891 году, по окончании университетского отделения лицея, поселился в родовом имении Орловской губернии. Занимался сельским хозяйством и общественной деятельностью. Избирался Орловским уездным предводителем дворянства, почётным мировым судьей Болховского (1892) и Орловского уездов.
В октябре 1905 года, в ходе первой русской революции, основал партию «Союз законности и порядка», впоследствии ставшую орловским отделом Союза русского народа, а также газету «Орловская речь», выходившую с 16 октября 1905. Состоял почетным членом Орловского губернского отдела СРН. Участвовал в съездах Объединенного дворянства и Всероссийских съездах земских деятелей в июне и августе 1907. Имел чин коллежского асессора (1907).
Баллотировался в Государственную думу первого созыва, но не прошел. В 1907 году был избран членом III Думы от Орловской губернии, входил во фракцию правых. С 1909 года издавал газету «Земщина», близкую к фракции правых, в которой публиковался и сам. Состоял членом комиссий: земельной, продовольственной, по переселенческому делу, о неприкосновенности личности, распорядительной, финансовой.
Активно участвовал в правомонархическом движении: был членом-учредителем Союза русского народа, кандидатом в члены Главного совета (1908—1910), членом Главного совета (с 23 мая 1910) СРН, в 1912 году был избран председателем Санкт-Петербургского отдела СРН имени Симеона Богоприимца и членом Главной палаты «Русского народного союза имени Михаила Архангела», состоял членом Русского собрания (1907—после 1912), с 1910 года входил в правление Союза правой печати и редакционную комиссию Книги русской скорби.
Выставлял свою кандидатуру на выборах в IV думу, но не набрал достаточно голосов.
9 марта 1915 года был назначен исполняющим должность Томского вице-губернатора. Во время Февральской революции был растерзан толпой, по другим данным — погиб в 1919 году.

## Сочинения
- Просвет в сельском хозяйстве России. Доклад. — Орел, 1902.
- Интеллигентный неонационализм // Вестник Русского Собрания. — 1908, № 30.
- Крестьяне и земля. — СПб, 1908.
- Накануне расплаты (Политический очерк). — СПб, 1912.
- Куриная слепота // Московские ведомости. — 1914, № 27.
- Пчелкин хутор. Как быть, чтоб бедно не жить? — 2-е изд. — Пг, 1915.